# Febris
Nella Mitologia romana Febbre (Febris) era la dea della febbre, associata alla guarigione dalla malaria, che deriva dal dio etrusco Februus.
Semplice numen malefico di cui si cercava di accattivarsi la protezione, non aveva una propria leggenda, ma veniva particolarmente celebrata con i riti dei Lupercalia nel mese di febbraio, che toccavano il loro culmine il giorno 14. Con l'avvento del Cristianesimo, tale data diventerà dapprima l'antica festa di Santa Febronia, poi spostata al 25 giugno in ricordo della santa di Nisibis martirizzata sotto l'imperatore Diocleziano, per diventare quindi la festa di san Valentino.